# Dolder
De verdwenen buurtschap Dolder lag op de flank van de stuwwal ten noorden van Wageningen en in de gemeente Wageningen.

## Historie en ligging
Dolder wordt al in 838 in een oorkonde vermeld als Thulere, toen het door ene graaf Rodgar aan de St. Maartenskerk in Utrecht werd geschonken, samen met de nederzetting Bracola (Brakel). De buurtschap lag rondom de zogenaamde Dolderbrink, een boerengebruiksruimte met onder andere een waterkolk. Hier werd het vee verzameld om naar de weiden gevoerd te worden. De boerderijen lagen met hun achterzijde naar de brink gekeerd, zodat de stalruimte goed bereikbaar was vanaf de straat.
Dolder lag aan het westeinde van de tegenwoordige Dolderstraat. De brink lag op de huidige terreinen van scholengemeenschap Het Streek en Cafetaria De Driesprong. Vanaf de Dolderbrink kon men vier kanten op:
- de weg richting het zuiden, naar de binnenstad (de huidige Churchillweg)
- de weg richting Bennekom (de huidige weg Hoevestein)
- de weg over het akkerland (de huidige Dolderstraat)
- de weg naar de weiden, de toenmalige Tarthorsterweg, genoemd naar de boerderij die daaraan lag (de huidige Haverlanden)

Het noordelijk gedeelte van de Churchillweg bestond nog niet (aangelegd tussen 1966 en 1977) en de Van Uvenweg was toen nog een afwateringssloot zonder pad erlangs. Een belangrijke boerderij in Dolder, op de plek waar de Akeleihof staat, was de Stenen Kamer, een mogelijk middeleeuwse residentie van voorname inwoners van Dolder. De boerderij Stenen Kamer die in 1954 werd gesloopt, had jaarankers uit het jaar 1597.
De kolk is inmiddels gedempt. Andere Wageningse buurtschappen hebben hun kolken nog behouden, zoals De Peppeld en Leeuwen.

## Recente ontwikkelingen
Tussen 2008 en 2010 is bij het kruispunt Dolderstraat-Nobelweg, enige honderden meters oostelijk van de historische Dolderbrink, een appartementencomplex gebouwd met de foutieve naam Dolderse brink. Deze fout is ingegeven door het verwarren van de begrippen buurtschap en brink.